# 蕭立之
蕭立之（1203年—？），一名立等，字斯立，自号冰崖，寧都（今属江西）人。
宋理宗淳祐十年登（1250年）进士第，授官南城知县，南昌推官，通判辰州。宋末參加過抗元戰爭。入元後归隐不出，卒年不详。工於詩，作品多散佚，今存《萧冰崖诗集拾遗》。《全宋詩》錄其詩三卷。有子萧士赟。